# Savitri et Satyavan

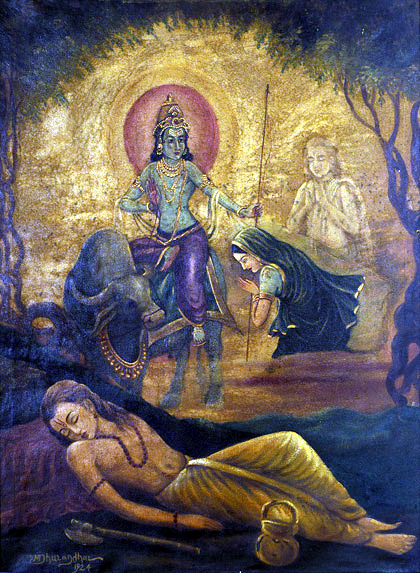
Savitri sauvant Satyavan de Yama

Dans l'hindouisme, Savitri et Satyavan (en sanskrit : सावित्री Sāvitrī et सत्यवान् Satyavān) sont un couple légendaire, connu pour l'amour et la dévotion de Savitri envers son mari Satyavan. Selon la légende, la princesse Savitri épouse un prince exilé nommé Satyavan, dont la prophétie indique qu'il doit mourir tôt. La fin de la légende a pour thème l'amour de Savitri, qui sauve son mari de Yama, dieu de la mort.
La plus ancienne version qui nous soit parvenue de l'histoire de Savitri et Satyavan se trouve dans Vana Parva ("Le livre de la forêt") du Mahabharata ,. Cette histoire se présente sous la forme d'un récit enchâssé dans le Mahabharata, raconté par le sage Markandeya. Lorsque Yudhishthira demande à Markandeya s'il y a déjà eu une femme dont la dévotion correspondait à celle de Draupadi, son épouse, Markandeya répond par ce récit.

## Légende
La légende de Savitri et Satyavan peut être comparable au mythe d'Orphée.
Le roi sans enfant du royaume de Madra, Ashwapati, mène une vie ascétique pendant plusieurs années et fait des offrandes au dieu solaire Savitr. Malavika est son épouse. Finalement, content des prières, le dieu Savitr lui apparaît et lui accorde une faveur : il aura bientôt une fille . Le roi se réjouit à l'idée d'avoir un enfant, qui naît et est nommée Savitri en l'honneur du dieu. Savitri naît ainsi de la dévotion et de l'ascétisme, qu'elle va elle-même pratiquer.
Savitri est si belle et pure qu'elle intimide tous les hommes dans le voisinage. Lorsqu'elle atteint l'âge du mariage, aucun d'entre eux ne demande sa main : son père lui demande alors de trouver un mari par elle-même. Elle entreprend donc un pèlerinage à cet effet et rencontre Satyavan, fils d'un roi aveugle nommé Dyumatsena (au royaume de Salwa). Dyumatsena a tout perdu, y compris la vue, et vit en exil dans la forêt  avec son épouse et Satyavan.
Savitri revient et retrouve son père en conversation avec le sage Narada qui lui annonce qu'elle a fait un mauvais choix : bien que parfait à tous égards, Satyavan est destiné à mourir un an après ce jour. Malgré la tentative de son père de choisir un autre mari, Savitri refuse de revenir sur sa  décision. Naranda puis Ashwapati acquiescent.
Savitri et Satyavan sont mariés et elle le rejoint dans la forêt. Immédiatement après le mariage, Savitri porte les vêtements d'une ermite et obéit à son mari et à ses beaux-parents.
Trois jours avant la mort prévue de Satyavan, Savitri fait vœu de jeûne et de veille. Son beau-père trouve son régime trop sévère, mais Savitri répond qu'elle a prêté serment de vivre de cette façon austère, et il finit par la soutenir.
Le matin de la mort prédite de Satyavan, Savitri demande à son beau-père la permission d'accompagner son mari dans la forêt. Puisqu'elle n'a jamais rien demandé pendant toute l'année qu'elle a vécue en ermite, Dyumatsena respecte sa volonté.
Le couple s'en va. Alors que Satyavan fend du bois, il se sent soudainement faible et pose sa tête sur les genoux de son épouse. Les serviteurs de Yama, dieu de la mort, ne parviennent à emporter l'âme de Stayavan en raison de la sainteté de Savitri. Ensuite, Yama en personne vient réclamer l'âme de Satyavan. Savitri suit Yama alors qu'il emporte celle-ci. Lorsqu'il tente de la convaincre de rebrousser chemin, elle lui propose des formules de sagesse. Elle loue d'abord l'obéissance au Dharma, puis, successivement : Yama lui-même pour son règne juste, Yama en tant que roi du Dharma, et une conduite noble sans attente de retour. Impressionné à chaque propos, Yama les loue, tant dans leur style que dans leur contenu, et lui propose de réaliser n'importe quel souhait, à l'exception de la vie de Satyavan. Elle demande d'abord la vue et la restauration du royaume pour son beau-père, puis cent enfants pour son père, enfin, cent enfants pour elle-même et Satyavan. Par ce dernier souhait, Yama accepterait indirectement de rendre la vie à Satyavan, ce qui constitue donc un dilemme. Cependant, le dévouement et la pureté de Savitri l'impressionnent, il lui offre une fois de plus de choisir n'importe quel souhait, même d'accorder la vie à Satyavan, ce que Savitri demande immédiatement. Yama accorde la vie à Satyavan et les bénit tous les deux, leur souhaitant une longue vie.
Satyavan se réveille comme sortant d'un profond sommeil et retourne chez ses parents avec Savitri. Pendant ce temps, chez eux, Dyumatsena recouvre la vue avant le retour de Savitri et Satyavan. Comme Satyavan ignore toujours ce qui s'est passé, Savitri lui raconte l'histoire, ainsi qu' à ses beaux-parents et aux ascètes rassemblés. Alors qu'ils la louent, les ministres de Dyumatsena arrivent avec la nouvelle de la mort de son usurpateur. Avec joie, le roi et sa Cour rentrent dans le royaume ,.

## Dans la culture populaire
Dans le Bihar, le Jharkhand et l'Odisha, les femmes mariées observent le Savitri Brata le jour d'Amavasya (nouvelle lune) du mois de Jyestha, chaque année, pour assurer bonheur et longévité à leurs maris. Un traité intitulé Savitri Brata Katha rédigé en langue Odia est lu par les femmes qui exécutent la puja. En Inde occidentale, le jour saint est observé pendant le Purmina (pleine lune) du mois sous le nom de Vat Purmina . En Inde, « Savitri » est un prénom féminin répandu.
On pense que Savitri sauva son mari le premier jour du mois tamoul Panguni. Cette journée est célébrée sous le nom de Karadayan Nonbu dans l'État du Tamil Nadu. Ce jour-là, femmes mariées et jeunes filles sont vêtues de robes jaunes et prient les déesses hindoues pour accorder une longue vie à leurs maris. Les filles commencent cette pratique à un très jeune âge, portant une robe jaune ce jour-là dès l'âge d'un an afin de trouver un bon mari dans le futur.
Savitri apparaît dans le recueil Poèmes Saturniens, publié en 1866, sous le nom de Çavitri. En 1950 et 1951, Sri Aurobindo publia son poème épique en vers blancs intitulé Savitri : une légende et un symbole .
En Angleterre, Gustav Holst compose en un acte en 1916, son Opus 25, nommé Savitri et adapté de ce mythe .
Un groupe new age nommé 2002 sort un album inspiré de l'histoire de Savitri et Satyavan en 1995 .

### Cinéma et télévision
Trente-quatre versions cinématographiques de l'histoire de Savitri/Satyavan ont été produites en Inde. L'un des premiers est le film muet indien, Satyavan Savitri (1914) réalisé par Dadasaheb Phalke. Parmi les films de cinéma muet il y a Savitri (1912), qui fut un échec, de VP Divekar, AP Karandikar et Shree Nath Patankar, Sukanya Savitri (1922) de Kanjibhai Rathod, Sati Savitri (1927) de Baburao Painter, Sati Savitri (1931) de Bidkar. La version de 1923, Savitri, ou Satyavan Savitri, est une coproduction italienne dirigée par Giorgio Mannini et JJ Madan, produite par Madan Theatres Ltd. et Cines.
Sati Savitri (1932), film sonore, est sorti en hindi/gujarati réalisé par Chandulal Shah et fut le deuxième film parlant en langue gujarati. Savitri (1933) fut le premier film produit par la East India Film Company . Réalisé par C. Pullaiah, il a reçu un Certificat d'Honneur à la Mostra de Venise. Bhalji Pendharkar publia Savitri (1936) en marathi. En 1937, Savitri fut produit en hindi réalisé par Franz Osten. Sathyavaan Savithiri (1933), Savithri (1941) de YV Rao furent aussi réalisés pendant la domination britannique en Inde.
De nombreux films, centrés sur cette histoire, ont été réalisés après l'indépendance (en particulier dans le sud de l'Inde), parmi lesquels : des versions cinématographiques en langue télougou de l'histoire en 1957, 1977 et 1981. Satyavan Savitri (1948), Mahasati Savitri (1955) de Ramnik Vaidya, Savitri (1961) de Phani Majumdar, Satyavan Savitri (1963) de Dinesh Rawal, Sati Savitri (1964) de Shantilal Soni, Sati Savitri (1965) de PR Kaundinya, Mahasati Savitri (1973) de Chandrakant, Sathyavaan Savithri (1977) de PG Viswambharan, Savithri (1978) de TS Ranga, Sati Savitri (1982) de Girish Manukant, Savitri (1983) de Murlidhar Kapdi, Maha Sati Savitri (1983) de Sona Mukherjee.
Les films en tamoul Doctor Savitri (1955) et Roja (1992) sont des adaptations contemporaines de l'histoire de Savitri et Satyvan,.
Savitri - EK Prem Kahani, série télévisée indienne diffusée sur Life OK en 2013 est une adaptation contemporaine de ce mythe .